# William Aleyn
William Aleyn est un pirate anglais du XVe siècle, actif entre 1430 et 1448.
En 1431, Aleyn est listé par les autorités anglaises comme l’un des pirates actifs près des côtes de l’Angleterre du Sud-Est. Comme de nombreux autres pirates tels que John Mixtow, William Kyd et Clays Stephen, Aleyn bénéficie de la protection de notables corrompus et agit donc librement, sans crainte des autorités.
Il se joint à William Kyd et d’autres pirates en 1433 lors de la capture de quatre navires de provisions à destination de Rouen. Quinze ans plus tard, Aleyn s’allie à William Kyd pour capturer des navires sur la Tamise et les emmener vers la Manche. Il est particulièrement actif près de Thanet, dans le Kent, après quoi on n'entend plus parler de lui.

## Crédits
- (en) Cet article est partiellement ou en totalité issu de l’article de Wikipédia en anglais intitulé « William Aleyn » (voir la liste des auteurs).